# Phyllonorycter scabiosella
Phyllonorycter scabiosella är en fjärilsart som först beskrevs av Douglas 1853.  Phyllonorycter scabiosella ingår i släktet guldmalar, och familjen styltmalar.
Artens utbredningsområde är:
- Österrike.
- Tjeckien.
- Slovakien.
- Frankrike.
- Tyskland.
- Italien.
- Nederländerna.
- Polen.
- Spanien.
- Schweiz.
- Ukraina.

Inga underarter finns listade i Catalogue of Life.

## Bildgalleri

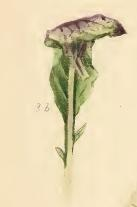
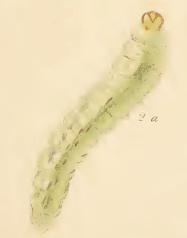